# Геральд Глацмаєр
Геральд Глацмаєр (нім. Gerald Glatzmeyer, 14 грудня 1968, Відень — 11 січня 2001, біля Швехата) — австрійський футболіст, півзахисник клубу «Скекат».
Виступав, зокрема, за «Аустрію» (Відень), з якою став чемпіоном Австрії та володарем Кубка Австрії, а також національну збірну Австрії, у складі якої був учасником чемпіонату світу 1990 року.

## Клубна кар'єра
Вихованець «Аустрії» (Відень). Дебютував у Бундеслізі 22 березня 1986 року у віці 17 років у дербі з «Аустрією» з Клагенфурта (6:0), замінивши на 74 хвилині Джемала Мустеданагича. Втім стати основним гравцем Геральд не зумів, зігравши два сезони лише у 24 матчах чемпіонату, хоча і виграв у першому з них з командою «золотий дубль».
Протягом 1987—1990 років захищав кольори клубу «Ферст Вієнна», після чого приєднався до клубу «Адміра-Ваккер». Відіграв за команду з Медлінга наступні три сезони своєї ігрової кар'єри, а потім один рік на правах оренди грав за нижчоліговий «Фаворітнер».
Згодом грав у складі інших нижчолігових команд «Санкт-Пельтен» та «Швехат», а завершив кар'єру у клубі четвертого дивізіону «Парндорф».

## Виступи за збірну
31 серпня 1988 року дебютував в офіційних матчах у складі національної збірної Австрії в товариській грі проти Угорщини (0:0). 4 жовтня 1988 року в товариському матчі проти Мальти (2:1) Геральд забив свій перший і єдиний гол за збірну.
У складі збірної був учасником чемпіонату світу 1990 року в Італії, на якому зіграв в одному матчі проти збірної США (2:1), а австрійці не змогли вийти з групи. Ця гра стала останньою шостою для Глацмаєра у збірній.

## Титули і досягнення
- Чемпіон Австрії (1):

«Аустрія» (Відень): 1985/86
- Володар Кубка Австрії (1):

«Аустрія» (Відень): 1985/86

## Смерть
Загинув в автокатастрофі 11 січня 2001 біля Швехата. Похований на парафіяльному цвинтарі «Кляйн-Швехат» у Швехаті.